# Илич, Марко (футболист, 1998)
Ма́рко И́лич (серб. Марко Илић; род. 3 февраля 1998, Нови-Сад) — сербский футболист, вратарь клуба «Кортрейк». Выступал в национальной сборной Сербии.

## Карьера

### Начало карьеры
Футбольную карьеру футболист начал в сербском клубе «Воеводина». В возрасте 17 лет присоединился к основной команде клуба в роли одного из резервных вратарей. Также в этот период выступал в клубе «Цемент». В начале 2017 года отправился в аренду в «Пролетер», который затем покинул летом того же года. В декабре 2017 года продлил контракт с клубом на 3 года. Полноценно к основной команде присоединился в конце марта 2018 года в роли второго вратаря. Дебютировал за клуб 17 мая 2018 года против клуба «Чукарички».

### «Вождовац»
В августе 2018 года перешёл в «Вождовац». Дебютировал за клуб 18 августа 2018 года в матче против враненского «Динамо», не пропустив ни одного гола. Затем футболист сразу же стал основным вратарём клуба. В своём дебютном сезоне провёл за клуб 30 матчей во всех турнирах, из которых 11 «сухие».
Летом 2019 года продолжил выступать в клубе в роли основного вратаря. Первый матч в сезоне сыграл 19 июля 2019 года против клуба ТСЦ, где футболист пропустил 2 гола. В своём втором сезоне за клуб смог отличиться уже лишь 7 «сухими» матчами в 26 поединках. В начале сезона 2020 года провёл за клуб лишь 5 матчей.

### «Кортрейк»
В сентябре 2020 года футболист перешёл в бельгийский клуб «Кортрейк», подписав контракт на 4 года. Дебютировал за клуб 21 ноября 2020 года против клуба «Брюгге». Затем футболист закрепился в основной команде клуба. Также стал лучшим игроком в декабре 2020 года. В своём дебютном сезоне за клуб провёл 22 матча в чемпионате, в которых «сухим» счётом отличился в 5 встречах.
Летом 2021 года футболист готовился к сезону также в роли основного вратаря бельгийского клуба. Первый матч сыграл 24 июля 2021 года против клуба «Серен», не пропустив ни одного мяча в свои ворота. По ходу сезона выступал лишь в чемпионате, уступая место в воротах в матчах Кубка Бельгии. Всего за сезон провёл 32 матча из которых 8 записал в свой актив как «сухие».
Свой первый матч летом 2022 года футболист сыграл 23 июля против клуба «Ауд-Хеверле Лёвен», пропустив в свои ворота 2 безответных гола. Первую половину сезона футболист провёл в роли основного вратаря клуба, проведя все матчи, в которых отличился 3 раза оставить свои ворота нетронутыми. В конце декабря 2022 года футболист выбыл из состава клуба.

#### Аренда в «Колорадо Рэпидз»
В феврале 2023 года футболист на правах арендного соглашения присоединился к американскому клубу «Колорадо Рэпидз». Свой первый матч сыграл за вторую команду клуба 9 апреля 2023 года против клуба «Портленд Тимберс 2». За основную команду клуба футболист дебютировал 31 мая 2023 года в матче против клуба «Коламбус Крю».

### «Колорадо Рэпидз»
В июле 2023 года американский клуб «Колорадо Рэпидз» выкупил футболиста, с которым заключил контракт до конца сезона 2025, с опциями продления на сезоны 2026 и 2027. Первый матч сыграл за вторую команду клуба 10 августа 2023 года против клуба «Хьюстон Динамо 2». За основную команду клуба футболист сыграл первый матч 24 августа 2023 года против клуба «Лос-Анджелес». После полноценного перехода футболист смог закрепиться в американском клубе в роли основного вратаря, когда Уильям Ярбро выбыл из-за разрыва мениска. По итогу сезона футболист вместе с клубом завершил чемпионат на последнем итоговом месте в своей конференции.

#### Аренда в «Сарпсборг 08»
После того, как в межсезонье в «Колорадо Рэпидз» пришёл Зак Стеффен, в марте 2024 года футболист на правах арендного соглашения присоединился к норвежскому клубу «Сарпсборг 08» до конца сезона. Дебютировал за клуб футболист 1 апреля 2024 года в матче против клуба «Викинг».

### «Црвена звезда»
15 июля 2024 года перешёл в «Црвену звезду», подписав с клубом трёхлетний контракт.

## Международная карьера
Свою международную карьеру футболист начинал в таких юношеских командах Сербии как команды до 16, до 17 и до 18 лет. В сентябре 2016 года впервые был вызван в юношескую сборную Сербии до 19 лет, где стал победителем мемориального турнира «Стеван Вилотич — Челе». В ноябре 2016 года вместе со сборной отправился на квалификационные матчи юношеского чемпионата Европы до 19 лет. В ноябре 2018 года футболист дебютировал за молодёжную сборную Сербии. В сентябре 2019 года вместе со сборной отправился на квалификационные матчи молодёжного чемпионата Европы в роли основного вратаря.
В июне 2021 года футболист получил вызов в национальную сборную Сербии. Дебютировал за сборную 7 июня 2021 года в товарищеском матче против сборной Ямайки.